# 达拉镇区
达拉镇区（發音：[dəla̰ mjo̰nɛ̀]）是緬甸仰光省端迪县下辖的一个鎮區。2014年人口172,857人，總面積229.23平方公里（包含仰光市境內的28.3平方公里）。达拉镇区下分29個小區或村組，該鎮區北邊和東邊臨仰光河；西北邊臨端迪運河，與色枝克瑙托镇区接壤；西邊與端迪镇区接壤；南邊則與高穆镇区接壤。儘管达拉镇区位於仰光市區附近、地理位置優越，但也因為無任何從此鎮區跨越仰光河進入仰光市區的橋樑，所以相對比仰光市其他鎮區還要沒落。在2017年發佈了的興建橋樑計劃，並與一家韓國公司簽署了諒解備忘錄。
达拉镇区擁有30所小學以及2所中學。
伊洛瓦底輪船公司為达拉镇区主要的客貨輪船公司。